# Cyril Stavěl
Cyril František Stavěl, OSB (19. dubna 1921, Kremnica – 29. října 1990, Praha, Československo) byl český římskokatolický duchovní, benediktinský mnich opatství Na Slovanech v Praze. V letech 1969-1990 byl převorem exilové benediktinské komunity v Norcii v Itálii.

## Život
V mládí vstoupil do Emauzského kláštera v Praze, kde při obláčce přijal řádové jméno Cyril.
Dne 20. června 1948 přiajl z rukou pražského arcibiskupa ThDr. Josefa Jaroslava kardinála Berana v katedrále sv. Víta, Václava a Vojtěcha kněžské svěcení a začal působit jako asistent staroslověnštiny na Katolické teologické fakultě v Praze. Během záboru kláštera v rámci Akce K v roce 1950 se náhodou zdržoval mimo klášter, a tak unikl internaci. Byl upozorněn, aby se do kláštera nevracel, a rozhodl se tedy k útěku do zahraničí. Podařilo se mu dostat se do vídeňského benediktinského kláštera Schottenstift. Zde musel překonat počáteční nedůvěru mnichů, kteří jej považovali za špióna.
Od roku 1965 žil v Itálii v bývalém opatství Sassiovivo, kde se s emauzským opatem Maurem Verzichem OSB snažil shromáždit české benediktiny, rozptýlené v exilu. Nakonec se podařilo shromáždit mnichy v bývalém kapucínském klášteře v Norcii. Poté, co v roce 1969 opat Verzich rezignoval, stal se představeným komunity jakožto převor. Po změně politických poměrů v Československu se vrátil do Prahy. Na podzim převzal jménem komunity zpět do majetku řádu Emauzský klášter. Nedlouho poté, 29. října 1990 zemřel při operaci. Byl pohřben 8. listopadu 1990 do řádového hrobu v Praze na Vyšehradě. Úřad převora obnovené komunity převzal P. Vojtěch Engelhart, OSB. Emauzští mniši se však nastěhovali na Břevnov a k obnovení života v Emauzích samotných došlo až v roce 1995.